# Ovo je naša noć
"Ovo je naša noć" naziv je petog studijskog albuma pjavača Miše Kovača izdanog 1977. godine. Prema prodanoj tiraži dobio je status Zlatna ploča.

## Popis pjesama
1. "Pozdravi mi ženu plave kose" - 3:44 - (Dušan Šarac – Krste Juras – Stipica Kalogjera)
2. "Gdje su sada one noći" - 2:57 - (Dušan Šarac – Željko Sabol – Raymond Ruić)
3. "Oprosti, ne mogu doći" - 2:57 - (Dušan Šarac – Željko Sabol – Stipica Kalogjera)
4. "Rođen sam da volim" - 2:48 - (Dušan Šarac – Željko Sabol – Raymond Ruić)
5. "Ovo je naša noć" - 3:59 - (Dušan Šarac – Mario Mihaljević – Stipica Kalogjera)
6. "Možda smo se mogli zagrliti jače" - 4;17 - (Dušan Šarac – Željko Sabol – Raymond Ruić)
7. "Ostala je samo jedna pjesma" - 3:16 - (Dušan Šarac – Krste Juras – Stipica Kalogjera)
8. "Košulja od zlata" - 3:37 - (Dušan Šarac – Krste Juras – Stipica Kalogjera)
9. "Volim te i danas kao nekad" - 2:55 - (Dušan Šarac – Željko Sabol – Raymond Ruić)
10. "Propinju se dušom jedra" - 4:00 - (Dušan Šarac – Željko Pavičić – Stipica Kalogjera)
11. "Izgubljena ljubav" - 2:27 - (Dušan Šarac – Ante Juroš – Raymond Ruić)
12. "Gitaro moja, jedini druže" - 3:42 - (Dušan Šarac – Željko Sabol – Stipica Kalogjera)

## Suradnici na albumu
1977.
- "Strune" - vokalna pratnja
- Dušan Šarac - ton majstor
- Ivan Ivezić - design
- Aljoša Milacić - fotografije
- Studijski orkestrom dirigiraju Dušan Šarac, Raymond Ruić i Stipica Kalogjera
- Vojno Kundić - urednik

2008.
- Želimir Babogredac - izdavač
- Ante Viljac - urednik
- Goran Martinac - digital remastering
- Nikša Martinac - redesign

## Vanjske poveznice
- Ovo je naša noć